# Campionati europei di atletica leggera 2022 - 400 metri ostacoli femminili
La specialità dei 400 metri ostacoli femminili dei campionati europei di atletica leggera 2022 si è svolta tra il 17 e il 19 agosto all'Olympiastadion di Monaco di Baviera, in Germania.

## Podio
| Pos.    | Atleta           | Nazionalità | Tempo | Note                  |
| ------- | ---------------- | ----------- | ----- | --------------------- |
| Oro     | Femke Bol        | Paesi Bassi | 52"67 | Record dei campionati |
| Argento | Viktorija Tkačuk | Ucraina     | 54"30 |                       |
| Bronzo  | Anna Ryžykova    | Ucraina     | 54"86 |                       |

## Situazione pre-gara

### Record
Prima di questa competizione, il record del mondo (RM), il record europeo (EU) e il record dei campionati (RC) erano i seguenti.
| Record                | Prestazione | Atleta                        | Data                                         | Competizione   |
| --------------------- | ----------- | ----------------------------- | -------------------------------------------- | -------------- |
| Record mondiale       | 50"68       | Sydney McLaughlin Stati Uniti | 22 luglio 2023 Eugene, Stati Uniti d'America | Mondiali 2023  |
| Record europeo        | 52"03       | Femke Bol Paesi Bassi         | 4 agosto 2021 Tokyo, Giappone                | Olimpiadi 2021 |
| Record dei campionati | 52"92       | Natal'ja Antjuch Russia       | 30 luglio 2010 Barcellona, Spagna            | Europei 2010   |

### Campione in carica
La campionessa europea in carica era:
| Campione | Atleta                | Prestazione | Data                             | Competizione |
| -------- | --------------------- | ----------- | -------------------------------- | ------------ |
| Europeo  | Léa Sprunger Svizzera | 54"33       | 10 agosto 2018 Berlino, Germania | Europei 2018 |

### La stagione
Prima di questa gara, le atlete europee con le migliori tre prestazioni dell'anno erano:
| Pos. | Atleta                      | Prestazione | Data                                      |
| ---- | --------------------------- | ----------- | ----------------------------------------- |
| 1    | Femke Bol Paesi Bassi       | 52"27       | 30 giugno 2022 Stoccolma, Svezia          |
| 2    | Line Kloster Norvegia       | 53"91       | 3 luglio 2022 La Chaux-de-Fonds, Svizzera |
| 3    | Jessie Knight Gran Bretagna | 54"09       | 28 maggio 2022 Oordegem, Belgio           |

## Risultati

### Batterie
Le prime 3 di ogni batteria (Q) e i 3 migliori tempi tra le escluse (q) si qualificano alle semifinali.
| Posizione | Batteria | Corsia | Atleta             | Nazionalità        | Tempo   | Note                                     |
| --------- | -------- | ------ | ------------------ | ------------------ | ------- | ---------------------------------------- |
| 1         | 2        | 4      | Carolina Krafzik   | Germania           | 54"32   | Q                                        |
| 2         | 3        | 1      | Nikoleta Jíchová   | Rep. Ceca          | 55"93   | Q                                        |
| 3         | 1        | 2      | Annina Fahr        | Svizzera           | 56"16   | Q                                        |
| 4         | 1        | 6      | Camille Seri       | Francia            | 56"18   | Q                                        |
| 5         | 1        | 5      | Rebecca Sartori    | Italia             | 56"44   | Q                                        |
| 6         | 3        | 7      | Dimitra Gnafaki    | Grecia             | 56"45   | Q                                        |
| 7         | 3        | 8      | Hayley McLean      | Gran Bretagna      | 56"64   | Q                                        |
| 8         | 2        | 3      | Yasmin Giger       | Svizzera           | 56"69   | Q                                        |
| 9         | 1        | 1      | Kristiina Halonen  | Finlandia          | 56"70   | q                                        |
| 10        | 1        | 7      | Nina Hespel        | Belgio             | 56"72   | q                                        |
| 11        | 1        | 8      | Elisabeth Slettum  | Norvegia           | 56"72   | q                                        |
| 12        | 2        | 5      | Daniela Ledecká    | Slovacchia         | 56"98   | Q                                        |
| 13        | 2        | 7      | Carla García       | Spagna             | 57"03   |                                          |
| 14        | 2        | 1      | Linda Olivieri     | Italia             | 57"03   |                                          |
| 15        | 3        | 2      | Gisèle Wender      | Germania           | 57"09   |                                          |
| 16        | 3        | 6      | Vera Barbosa       | Portogallo         | 57"10   |                                          |
| 17        | 1        | 4      | Eileen Demes       | Germania           | 57"11   |                                          |
| 18        | 2        | 2      | Lena Pressler      | Austria            | 57"33   |                                          |
| 19        | 3        | 3      | Janka Molnár       | Ungheria           | 57"38   |                                          |
| 20        | 2        | 6      | Agata Zupin        | Slovenia           | 57"42   |                                          |
| 21        | 3        | 5      | Marielle Kleemeier | Estonia            | 57"46   |                                          |
| 22        | 2        | 8      | Annemarie Nissen   | Danimarca          | 57"71   |                                          |
| 23        | 3        | 4      | Emma Zapletalová   | Slovacchia         | 58"65   | Miglior prestazione personale stagionale |
| 24        | 1        | 3      | Drita Islami       | Macedonia del Nord | 1'01"56 |                                          |

### Semifinali
Le prime 2 di ogni semifinale (Q) e i 2 tempi migliori tra le escluse (q) si qualificano alla finale
| Posizione | Semifinale | Corsia | Atleta            | Nazionalità   | Tempo | Note                          |
| --------- | ---------- | ------ | ----------------- | ------------- | ----- | ----------------------------- |
| 1         | 3          | 6      | Femke Bol         | Paesi Bassi   | 53"73 | Q                             |
| 2         | 3          | 4      | Anna Ryžykova     | Ucraina       | 54"25 | Q                             |
| 3         | 2          | 5      | Viivi Lehikoinen  | Finlandia     | 54"50 | Q                             |
| 4         | 2          | 6      | Viktorija Tkačuk  | Ucraina       | 54"65 | Q                             |
| 5         | 2          | 4      | Amalie Iuel       | Norvegia      | 54"68 | q                             |
| 6         | 3          | 3      | Ayomide Folorunso | Italia        | 54"98 | q                             |
| 7         | 1          | 6      | Sara Gallego      | Spagna        | 55"16 | Q                             |
| 8         | 1          | 3      | Carolina Krafzik  | Germania      | 55"29 | Q                             |
| 9         | 3          | 5      | Hanne Claes       | Belgio        | 55"31 |                               |
| 10        | 2          | 3      | Jessie Knight     | Gran Bretagna | 55"39 |                               |
| 11        | 2          | 7      | Nikoleta Jíchová  | Rep. Ceca     | 55"48 | Miglior prestazione personale |
| 12        | 1          | 5      | Line Kloster      | Norvegia      | 55"63 |                               |
| 13        | 1          | 1      | Dimitra Gnafaki   | Grecia        | 56"14 | Miglior prestazione personale |
| 13        | 2          | 8      | Paulien Couckuyt  | Belgio        | 56"14 |                               |
| 15        | 3          | 8      | Hayley McLean     | Gran Bretagna | 56"20 |                               |
| 16        | 3          | 7      | Elisabeth Slettum | Norvegia      | 56"61 |                               |
| 17        | 3          | 1      | Kristiina Halonen | Finlandia     | 56"82 |                               |
| 18        | 2          | 1      | Annina Fahr       | Svizzera      | 57"07 |                               |
| 19        | 2          | 2      | Daniela Ledecká   | Slovacchia    | 57"08 |                               |
| 20        | 3          | 2      | Yasmin Giger      | Svizzera      | 57"13 |                               |
| 21        | 1          | 4      | Lina Nielsen      | Gran Bretagna | 57"19 |                               |
| 22        | 1          | 7      | Rebecca Sartori   | Italia        | 57"29 |                               |
| 23        | 1          | 2      | Nina Hespel       | Belgio        | 59"15 |                               |
|           | 1          | 8      | Camille Seri      | Francia       | dnf   |                               |

### Finale
| Posizione | Corsia | Atleta            | Nazionalità | Tempo | Note                  |
| --------- | ------ | ----------------- | ----------- | ----- | --------------------- |
| Oro       | 3      | Femke Bol         | Paesi Bassi | 52"67 | Record dei campionati |
| Argento   | 7      | Viktorija Tkačuk  | Ucraina     | 54"30 |                       |
| Bronzo    | 5      | Anna Ryžykova     | Ucraina     | 54"86 |                       |
| 4         | 6      | Sara Gallego      | Spagna      | 54"97 |                       |
| 5         | 1      | Amalie Iuel       | Norvegia    | 55"32 |                       |
| 6         | 4      | Viivi Lehikoinen  | Finlandia   | 55"58 |                       |
| 7         | 2      | Ayomide Folorunso | Italia      | 55"91 |                       |
| 8         | 8      | Carolina Krafzik  | Germania    | 56"02 |                       |